# 栃木県子ども総合科学館

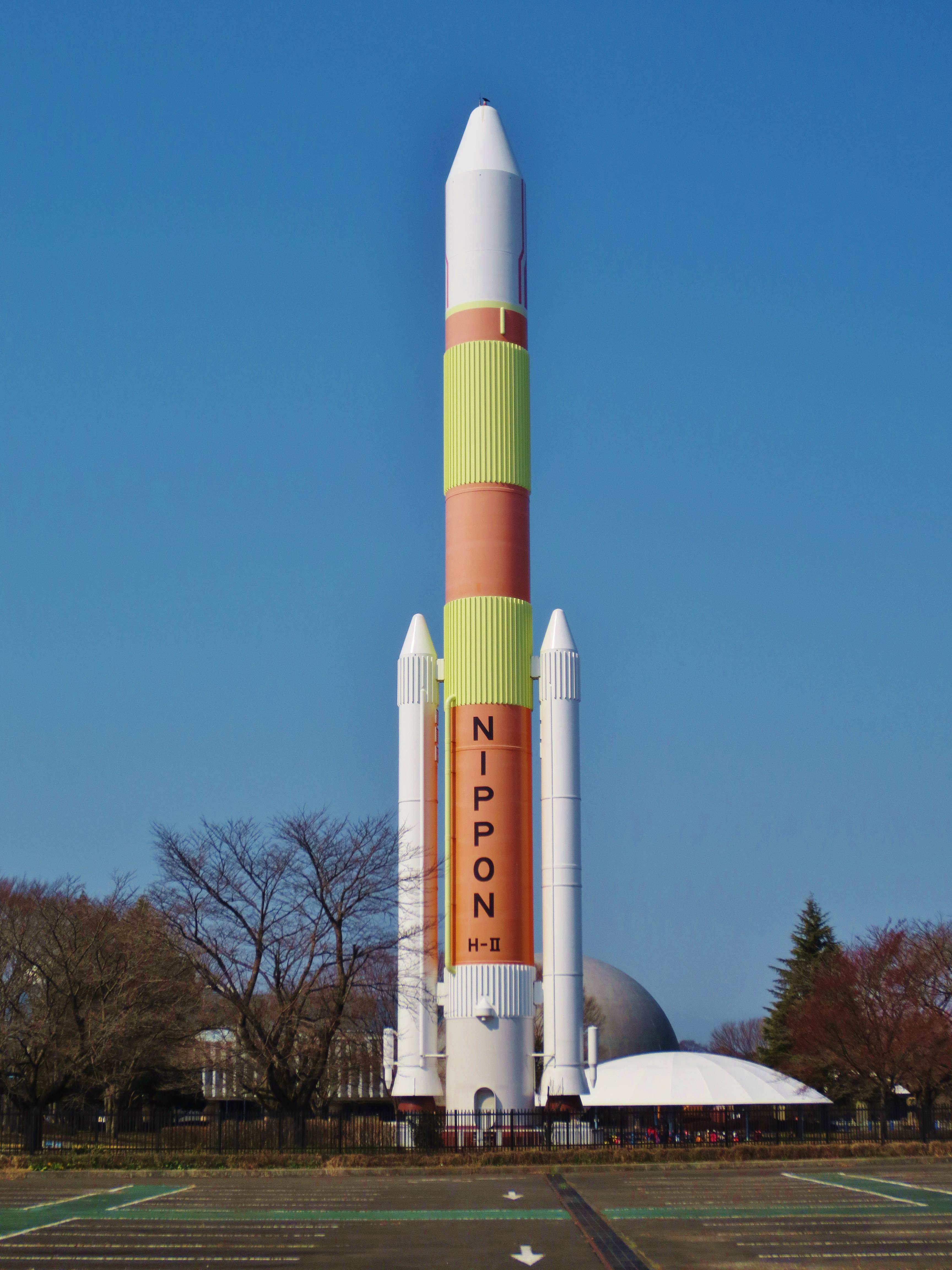
H-IIロケットの模型（2025年の改修前）

栃木県子ども総合科学館（とちぎけんこどもそうごうかがくかん）は、栃木県宇都宮市西川田町にある科学館。栃木県子ども総合科学館条例に基づき設置された施設で、児童福祉法上の児童厚生施設でもある。1988年（昭和63年）開館。
2025年10月のリニューアルオープンに合わせてコジマがネーミングライツのパートナー企業となることが決定し「コジマ子どもサイエンスパーク」という名称となる。

## 概要
宇都宮市西川田町にあり、室内施設（展示場、企画展示室、多目的ホール、学習室、プラネタリウム、天文台など）と屋外施設（催し広場、ビッグパラソル、乗り物広場、遊びの広場、冒険広場、風の広場など）からなる。
栃木県保健福祉部こども政策課が所管しており、公益財団法人とちぎ未来づくり財団が指定管理者となっている。
科学館のシンボルとしてH-IIロケットの実物大模型が1992年（平成4年）に設置され、オレンジ色を基調としていたが、2025年（令和7年）の改修工事で青が基調となり「TOCHIGI」の文字が入れられた。
2008年4月1日から2013年3月31日まで宇都宮市の不動産会社グランディハウスがネーミングライツを取得し、わくわくグランディ科学ランドという愛称がついたが、次のネーミングライツパートナー企業が決まらなかったため、2013年4月1日からは愛称がなくなった。
設備更新や展示物の入れ替えなどを含む大規模改修工事のため、2024年1月1日から休館しているが、屋外施設については工事の影響がない範囲で利用可能。リニューアルオープンは2025年10月3日に決定し、それに先立って2025年4月25日に「新遊びの広場」が開設されることとなった。
2025年10月のリニューアルオープンに合わせてコジマがネーミングライツのパートナー企業となり「コジマ子どもサイエンスパーク」という名称となる。

## 施設

### 屋内展示
屋内展示については先述の通り2024年1月からの大規模工事により休館中であるが、リニューアルオープン時に宇宙の科学（本館1F）、地球の科学（本館1F）、生命の科学（本館1F）、情報の科学（本館1F）、エネルギーの科学（本館1F）、乗り物とロボットの科学（本館1F）、身近な科学（本館2F）など8つあったエリアを7つのエリアに再編成され、遊びの国も2020年ごろから休止中のボールプールなど一部が撤去されリニューアルされる予定。

#### 本館1F
- 宇宙ゾーン（旧・宇宙の科学）
- 地球ゾーン（旧・地球の科学）
- 生命ゾーン（旧・生命の科学）
- くらしゾーン（旧・情報の科学、乗り物とロボットの科学（一部））
- 環境ゾーン（旧・エネルギーの科学、乗り物とロボットの科学）

#### 本館2F
- ベーシックゾーン（旧・身近な科学）
- 遊びの国ゾーン

### 本館中2F
- プラネタリウム（有料）

### 本館屋上
- 天文台（75cm反射望遠鏡）

### 屋外展示
- H-Ⅱロケット
- 風力発電システム(リニューアル時に撤去)
- 日本列島ゾーン

### 各種広場
- 乗り物広場
  - 変り種自転車（有料）
  - ミニ機関車（有料）
- 遊びの広場
- 冒険広場
- 催し広場
- 風の広場（川をコスモブリッジで渡った先）

## 有料施設
- 観覧料とプラネタリウム観覧料については20名以上で団体割引制度あり。
- 毎月第3日曜日「家庭の日」は、小人料金が無料となる。
- 3歳以下の幼児はいずれも無料。

展示場入場料
- 大人 - 550円
- 小人(4歳以上中学生まで) - 220円

プラネタリウム観覧料・乗り物広場利用料
- 大人 - 220円
- 小人（4歳以上中学生まで） - 110円

## アクセス
公式サイトも参照
- 公共交通
  - 最寄り駅は東武鉄道東武宇都宮線西川田駅西口より徒歩約20分（約1.5km）
  - JR宇都宮線雀宮駅西口よりタクシーで約12分

- 自動車
  - 東北自動車道鹿沼インターチェンジよりさつきロード経由で約6km